# Abd al-Karim Farhan

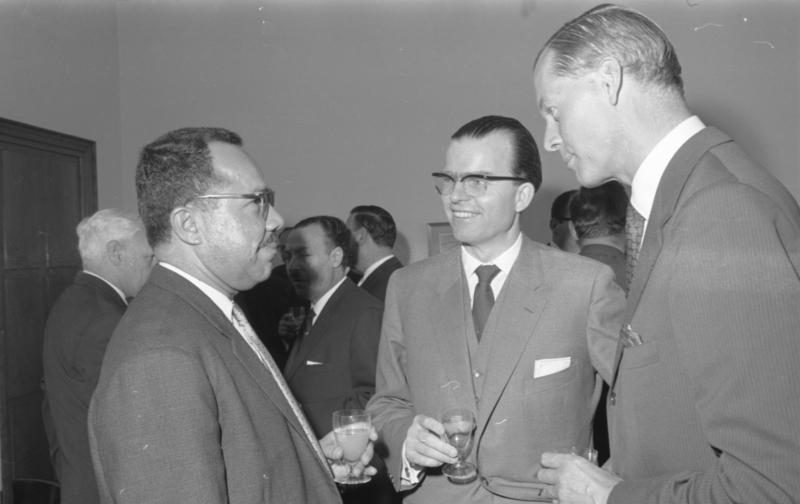
Abdul Karim Farhan (links, mit Karl-Günther von Hase) in Bonn, Mai 1964

Sayyid Abd al-Karim Farhan (arabisch عبد الكريم فرحان, DMG ʿAbd al-Karīm Farḥān; * 1922 im Irak; † 7. Juni 2015 in Uppsala), auch Abdul Karim Farhan, war ein irakischer General und Politiker.

## Leben und Wirken
Nach einer Ausbildung am Military College bzw. Staff College und am College of Law in Bagdad schloss sich Farhan während der Sueskrise 1956 der Bewegung Freier Offiziere Iraks und der Bewegung Arabischer Nationalisten an. Am Vorabend der Revolution von 1958 war er Bataillonskommandeur, für seinen Anteil am Sturz der Monarchie wurde er zum Brigadegeneral befördert. Nach dem Sturz Abd al-Karim Qasims wurde er im Februar 1963 Militärgouverneur von Bagdad sowie Kommandeur der 1. Division und wirkte beim Militärputsch vom 18. November 1963 am Sturz der Baath-Regierung mit.
Trotz oder wegen seiner nasseristischen bzw. unionistischen Orientierung wurde Farhan am 18. November 1963 von Präsident Abd as-Salam Arif zum Informations- und Kultusminister berufen und blieb auch in der Regierung Tahir Yahya auf diesem Posten. Parallel zu den ägyptisch-irakischen Vereinigungsplänen wurde Farhan zum Generalsekretär der von Fuad ar-Rikabi im Juli 1964 gegründeten Arabischen Sozialistischen Union gewählt.
Als sich die geplante Union mit Ägypten zu verzögern drohte, traten Farhan, Rikabi und die übrigen nasseristischen Minister am 10. Juli 1965 zurück. Eventuelle Zugeständnisse an die aufständischen Kurden Iraks lehnten Farhan, Rikabi und der zum neuen Premierminister berufene Brigadegeneral Arif Abd ar-Razzaq ab, wenn sie zulasten der arabischen Einigung gingen. Nach einem Putschversuch ar-Razzaqs im September 1965 wagte auch Farhan einen Putschversuch, der am 29. Oktober 1965 ebenfalls scheiterte. Die irakische ASU wurde daraufhin direkt dem irakischen Staatspräsidenten unterstellt, eine Gruppe um ar-Rikabi spaltete sich als Arabische Sozialistische Bewegung ab.
Auf Nassers Intervention hin begnadigt, wurde Farhan am 10. Mai 1967 von Abd ar-Rahman Arif nochmals in die Regierung berufen, diesmal als Minister für Landwirtschaft und Bodenreform, welches Amt er auch in einer neuen Regierung Tahir Yahya bis zum 10. Juli 1968 behielt. Nach der Baath-Machtergreifung von der Baath-Regierung verhaftet und im April 1969 wegen Verschwörung angeklagt, wurde Farhan dank erneuter persönlicher Intervention Nassers 1970 aber begnadigt und zusammen mit Tahir Yahya nach Ägypten abgeschoben. In Syrien veröffentlichte er 1994 seine Analyse Hisad tawra: mudakkirat - tagribat al-sulta fi-l-`Iraq, 1958–1968 (Harvest of a revolution: the experience of political rule in Iraq).

## Werke
- Hisad tawra: mudakkirat - tagribat al-sulta fi-l-`Iraq, 1958–1968 (Harvest of a revolution: the experience of political rule in Iraq). Dar al-Baraq Damaskus 1994